# Apocalypse domani
Apocalypse domani è un film del 1980, diretto da Antonio Margheriti.

## Trama
Durante la guerra del Vietnam, un plotone di marines libera due prigionieri, Tom Thompson e Charlie Bukowski. Mentre il capitano Norman Hopper (John Saxon) tenta di tirarli fuori dalla fossa viene morso al braccio da Thompson. L'ufficiale si sveglia sul suo letto, sconvolto.
Anni dopo, negli Stati Uniti, Charlie Bukowski viene dimesso dall'ospedale psichiatrico. Telefona al capitano Hopper e gli dà un appuntamento. Il ragazzo, tuttavia, presenta segni di squilibrio e decide di barricarsi armato dentro un supermercato. 
Tornato in ospedale, l'ex marine riesce a liberarsi e scatena insieme a Tom Thompson una rivolta, aggredendo infermieri e dottori. Si scopre che un virus altamente contagioso è contenuto nella saliva dei soldati.
Anche Hopper viene infettato e, per evitare di essere scoperto, decide di nascondersi insieme a sua moglie e ai due militari. La polizia riesce comunque a rintracciarli.

## Produzione
La pellicola è stata girata ad Atlanta. Gli interni, invece, furono ricreati negli Studi De Paolis di Roma. 
John Saxon ha raccontato, durante una intervista, di aver mal interpretato la sceneggiatura del lungometraggio. L'attore era convinto di recitare in un film drammatico. Una volta scoperto il vero genere, ha pensato di abbandonare la produzione.

## Distribuzione
Uscito nelle sale italiane il 4 agosto 1980, il film venne esportato all'estero, dove è conosciuto col titolo Invasion of the Flesh Hunters. 
Attualmente non esistono versioni home video italiane. Sono, tuttavia, presenti DVD e Blu Ray in lingua inglese. 

## Accoglienza
Considerato un cult movie, è uno dei film preferiti da Quentin Tarantino.
Fantafilm reputa il lungometraggio di Margheriti «una insolita metafora sull'emarginazione (...) fortemente influenzato dalle facili mode dello splatter nostrano».

## Influenza culturale
Robert Zemeckis omaggia il film di Margheriti ne La morte ti fa bella.